# 제어로봇시스템학회
제어로봇시스템학회는 대한민국 학회이다. 
기존의 공학 학회가 전기공학, 전자공학, 기계공학, 화학공학, 항공우주공학과 같이 독자영역을 중심으로 형성되어 활동하고 있는 반면, 본 학회는 제어, 로봇 및 시스템 (control, robotics and systems)의 학제적 영역을 중심으로 통합하는 방향으로 설립된 공학회이다. 컴퓨터(Computer), 통신(Communication), 제어(Control) 3C의 이론과 기술의 발달에 의하여 각종 시스템의 자동화, 지능화, 정밀화, 신뢰화, 고성능화의 방향으로 가고 있으며 이러한 기술이 세계의 첨단기술 또는 선진국의 수준을 논할 때의 핵심 지표로 간주할 만큼 그 중요성이 날로 증대되어가고 있다. IFAC의 한국지분을 공식대표하여 매년 회비부담과 위원회에 참가를 하고 있으며, 일본의 계측제어 학회(SICE, Society of Instrument and Control Engineers)와는 KACC의 시작과 함께 매년 학술교류를 하여오다가 1997년 10월 16일 양대 학회가 학술과 기술정보의 교류를 목적으로 협정서를 체결하였으며, 중국의 자동제어학회와는 비공식교류를 강화시키 고 있다. 또한, 한국, 일본, 중국의 자동제어학자들은 제어/로봇/시스템분야의 세계적인 발전의 주체가 동북아시아가 되기 위한 노력으로 1994년 여름에 일본 동경에서 제1회 ASCC(ASian Control Conference)를 시작으로하여 한국,일본,중국의 3개국에서 성황리에 개최되고 있으며 제어·로봇·시스템학회에서 중축을 담당하고 있다.

## 연혁
1986년에 전기, 전자, 기계, 화공, 항공의 5개학회가 한국자동제어협의회(KAAC, Korea Association of Automatic Control)를 구성하여 한국자동제어학술회의(KACC, Korea Automatic Control Conference)를 개최하기로 합의하여, 국내분과의 논문 400여 편과 국제분과 100-200여편의 학술대회를 매년 10월에 성황리에 치루어 오다가, 보다 조직적으로 국제적인 행사에 대응하고 회원에게 활동의 장을 마련하여 주기 위하여 1994년 7월 20일 "제어·자동화·시스템공학회"으로 변경 발기인대회를 열고 9월 10일 서울 여의도에 있는 중소기업중앙회관에서 창립총회를 개최하여 초대회장으로 연세대학교의 우광방교수를 선출하여 학회를 출범시켰다.
상공자원부(현 산업통상자원부)로부터 법인허가를 받고 서울 강남구 역삼동 과학기술회관 406호에 사무국을 설치하고 학회업무를 개시하였으며 영문표기는 ICROS(Institute of Control, Robotics and Systems, Korea)로 하여 세계화를 표방하게 하였다. 미국에는 American Control Conference(ACC), Control and Decision Conference, IEEE Control Society와 Robotics and Automation Society에서 주관하는 학회관련의 각종 학술대회가 있고, 국제적으로 IFAC (International Federation of Automatic Control)에서 개최하는 각종 학술대회가 있으며 유럽, 일본, 중국에도 자동제어/계측/ 시스템의 학회와 학술대회가 왕성하게 활동하고 있다.
2007년도 들어서 제어·자동화·시스템공학회는 학회의 경쟁력 확보와 산학연의 자문 및 대정부 정책의 핵심적 역할을 수행을 위하여 학회 명칭 변경의 필요성을 느끼고, 2007년 5월 31일 임시총회와 임시평의원회에서 최종 제어로봇시스템학회로 명칭을 의결 받았다. 2007년 6월 15일부로 산업자원부의 인가를 받아 국내 산업의 고도화의 핵심적 역할을 수행함과 동시에 대정부의 정책발굴의 채널로서 그 역할을 수행하고 학회의 역량 강화와 회원의 권익을 위해 최선을 다하고 있다.

## 사업
1. 학회지, 학술논문지의 발간
2. 국제자동제어학술회의(ICCAS)
3. 전문분야 워크샵 및 심포지엄등의 학술행사
4. 한.일, 한.미 그리고 IFAC과의 국제교류사업
5. 제어 로봇 시스템 기술관련의 조사연구사업
6. 각종기술정보 및 자료교환 등

## 같이 보기
- 한국로봇산업협회
- 로봇신문
- 지능형로봇
- 로봇공학자
- 로봇인
- 로봇산업진흥원